# Tityus schrammi
Espèce
Tityus schrammi est une espèce de scorpions de la famille des Buthidae.

## Distribution
Cette espèce est endémique de la province d'Elías Piña en République dominicaine. Elle se rencontre dans le parc national Nalga de Maco vers Río Limpio.

## Description
La femelle holotype mesure 45,10 mm.

## Étymologie
Cette espèce est nommée en l'honneur de Frederic D. Schramm.

## Publication originale
- Teruel & Santos, 2018 : « Two New Tityus C. L. Koch, 1836 (Scorpiones: Buthidae) From Hispaniola, Greater Antilles. » Euscorpius, no 257, p. 1-16 (texte intégral).